# Полет 363 на „Татарстан Еърлайнс“
Полет 363 на „Татарстан Еърлайнс“ е редовен вътрешен пътнически полет от международното летище „Домодедово“, Москва, до международното летище „Казан“, Казан, Русия, управляван от „Татарстан Еърлайнс“. На 17 ноември 2013 г., в 19:24 ч. местно време самолетът „Боинг 737-53A“, който изпълнява полета, се разбива по време на прекратено кацане на последния заход към международното летище в Казан и убива всички 44 пътници и 6 членове на екипажа на борда. Катастрофата е заснета от една от камерите за наблюдение на летището.
Според официалния доклад за разследване на Междудържавния авиационен комитет катастрофата е резултат от грешка на пилота и произтича от липсата на умения за възстановяване от прекомерно вдигнат нос по време на процедура за заобикаляне. Недостатъците на пилотите са причинени от проблем с управлението на безопасността на авиокомпанията и липсата на регулаторен надзор. Един член на комисията обаче подава алтернативен доклад със становище, в което твърди, че комисията пренебрегва възможната неизправност на управлението на елеваторите на самолета.
В началото на декември 2013 г. Федералната агенция за въздушен транспорт на Русия препоръчва сертификатът на авиокомпанията да бъде отменен. Отмяната е обявена на 31 декември 2013 г. и самолетите на компанията са прехвърлени на „Ак Барс Аеро“. Това е най-лошата самолетна катастрофа за 2013 г. Федералната агенция за въздушен транспорт в Русия отказва да приеме резултатите от разследването на инцидента и на 4 ноември 2015 г. Междудържавният авиационен комитет неочаквано спира сертификатите за летене на „Боинг 737“ в Русия, но на следващия ден решението е отменено.